# Hochzeit von Prinz William und Catherine Middleton

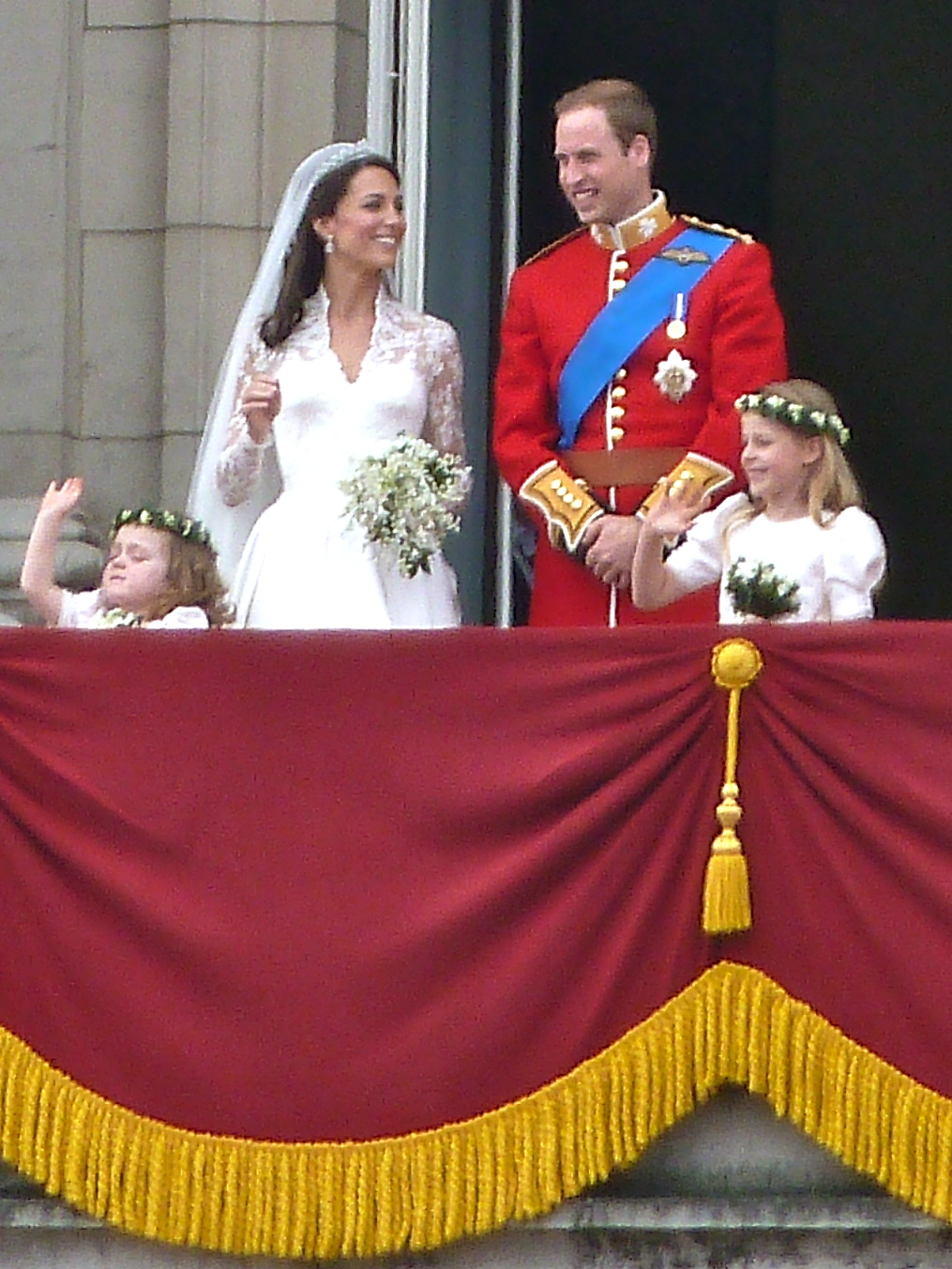
Das Brautpaar auf dem Balkon des Buckingham Palace

Die Hochzeit von Prinz William und Catherine Middleton fand am 29. April 2011 in Westminster Abbey in London statt. Sie vollzog sich nach anglikanischem Ritus bis auf das Geloben von „Gehorsam“. Damit führte Middleton die Tradition von Diana fort, die bei der Heirat mit Prinz Charles 1981 auf dieses Wort, welches traditionell Element des Eheversprechens im anglikanischen Ritus ist, verzichtete.
Die Hochzeit gilt als bedeutendes Medienereignis und wurde über die Massenmedien weltweit begleitet. Unter anderem wurde der Gottesdienst auf dem Videoportal YouTube übertragen.

## Brautpaar

Allianzwappen Cambridge-Middleton

Wappen von Prinz William

Wappen von Catherine, Duchess of Cambridge

Der Bräutigam ist HRH William, Duke of Cambridge, Prinz von Großbritannien und Nordirland und die Braut Catherine Elizabeth „Kate“ Middleton. Nachdem William am Tag seiner Vermählung die Titel Duke of Cambridge, Earl of Strathearn und Baron Carrickfergus verliehen wurden, erhält Catherine Middleton durch die Hochzeit den Höflichkeitstitel Her Royal Highness the Duchess of Cambridge.
Die Eltern des Bräutigams sind Charles III. (* 14. November 1948 im Buckingham Palace, London) und Diana, Princess of Wales (* 1. Juli 1961 in Sandringham, Norfolk, England; † 31. August 1997 in Paris, Frankreich). Die Eltern des Bräutigams heirateten am 29. Juli 1981 in der St Paul’s Cathedral zu London. Ihre Ehe wurde am 28. August 1996 geschieden.
Die Eltern der Braut sind Michael Francis Middleton (* 23. Juni 1949 in Leeds-Chapel Allerton) und Carole Elizabeth Goldsmith (* 31. Januar 1955 in London-Ealing-Perivale). Die Brauteltern heirateten am 21. Juni 1980 in Dorney, Buckinghamshire. Die Familie der Braut ist bürgerlicher Abstammung.

## Trauzeugen und Brautjungfern
Als Trauzeugen fungierten die Schwester der Braut, Philippa Middleton, und der Bruder des Bräutigams, Prinz Harry.
Als Brautjungfern und Pagen nahmen an der Hochzeitszeremonie teil:
- Lady Louise Windsor (* 8. November 2003), Tochter von Edward, Earl of Wessex und Sophie, Countess of Wessex (Cousine des Bräutigams).
- Margarita Armstrong-Jones (* 14. Mai 2002), Tochter von David Armstrong-Jones, Viscount Linley, dem Sohn von Margaret, Countess of Snowdon (Schwester von Königin Elisabeth II.), und Serena Stanhope (Cousine 2. Grades des Bräutigams).
- Grace Emilie Clare van Cutsem (* 18. August 2007), Patenkind des Bräutigams und Tochter von Hugh Ralph van Cutsem und Rose Nancy Langhorne Astor.[7]
- Eliza Lopes (* 16. Januar 2008), Tochter von Harry Lopes und Laura Parker-Bowles, Enkelin von Camilla, Duchess of Cornwall, Stiefnichte des Bräutigams
- William Lowther-Pinkerton (* 2001), Sohn von Jamie Lowther-Pinkerton[8] und Susannah L. Richards.
- Tom Pettifer (* 23. September 2002), Patenkind des Bräutigams und Sohn von Charles Pettifer[9] und Alexandra Shân Legge-Bourke.[10]

## Weitere Gäste
Die Westminster Abbey bietet für 1900 geladene Gäste Platz. Dazu gehören neben der Königlichen Familie und ihren Freunden die Familie Middleton mit Freunden, die Freunde des Brautpaares, Mitglieder ausländischer Königshäuser, Repräsentanten aus der Royal Navy, der Royal Air Force und der British Army, Repräsentanten von Organisationen, deren Schirmherr Prinz William ist, und den Repräsentanten der Kirchen. Dazu kommen noch Mitglieder der Regierung, des Parlaments und lokaler Behörden, Mitglieder des diplomatischen Corps und der Generalgouverneure und Premierminister der Länder, in denen der britische Monarch gleichzeitig Staatsoberhaupt ist, sowie die Mitglieder des Königlichen Haushalts.

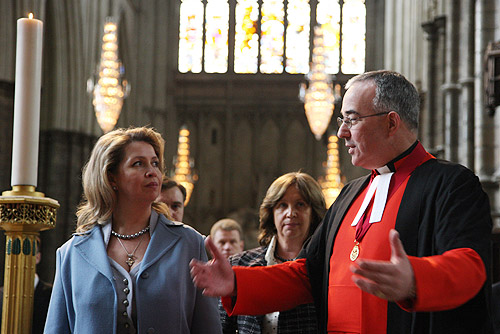
John Hall (r.) April 2009
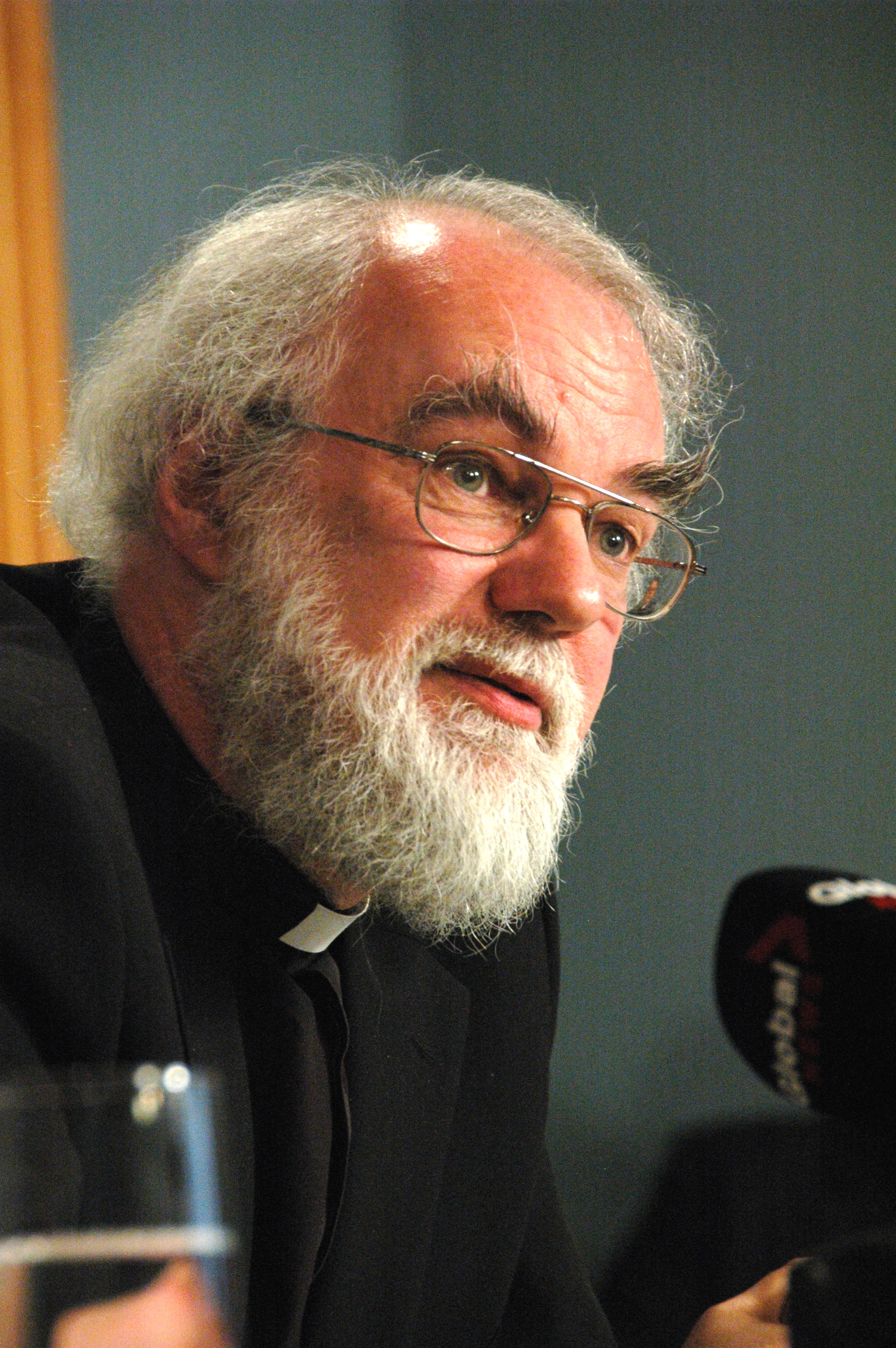
Rowan Williams 2007

Der Dekan von Westminster, John Hall, leitete als Hausherr den Gottesdienst. Die Trauung wurde vom Erzbischof von Canterbury, Rowan Williams, nach anglikanischem Ritus vollzogen. Der Bischof von London, Richard Chartres, hielt die Predigt.
Zu den Gästen zählten fast die gesamte königlichen Familie, darunter Königin Elisabeth II., alle ihre Kinder (mit deren Ehepartnern und Kindern), sowie Teile der weiteren Familie (Nachfahren von Georg V.).
Auch zahlreiche königliche Gäste wie König Harald V. und Königin Sonja von Norwegen, Königin Sophia von Spanien, Königin Margrethe II. von Dänemark, Kronprinz Felipe und Kronprinzessin Letizia von Spanien sowie Kronprinzessin Victoria und Prinz Daniel von Schweden und Fürst Albert II. von Monaco mit seiner damaligen Verlobten Charlene Wittstock waren anwesend.
Die bereits ausgesprochene Einladung für den syrischen Botschafter in Großbritannien wurde wegen des Vorgehens der syrischen Regierung gegen pro-demokratische Demonstranten während der Proteste in Syrien 2011 zurückgezogen. Der Kronprinz von Bahrain, Salman bin Hamad bin Isa Al Chalifa, sagte seine Teilnahme ab, nachdem er in der britischen Presse wegen des brutalen Vorgehens gegen Oppositionelle in seinem Land scharf kritisiert worden war. Obwohl die früheren Premierminister John Major und Margaret Thatcher eingeladen waren, wurden ihre Labour-Nachfolger Tony Blair und Gordon Brown nicht eingeladen, nach offizieller Begründung, weil Blair und Brown nicht Ritter des Hosenbandordens waren, Thatcher und Major aber schon. Diese Entscheidung rief Kritik hervor.
Nach dem Gottesdienst gab die Königin für 600 Personen einen Empfang. Am Abend wurden 300 Personen vom Prince of Wales zum Essen im Buckingham-Palace eingeladen. Das Diner wurde vom Schweizer Starkoch Anton Mosimann gekocht.

## Ablauf
Alle Zeiten UTC

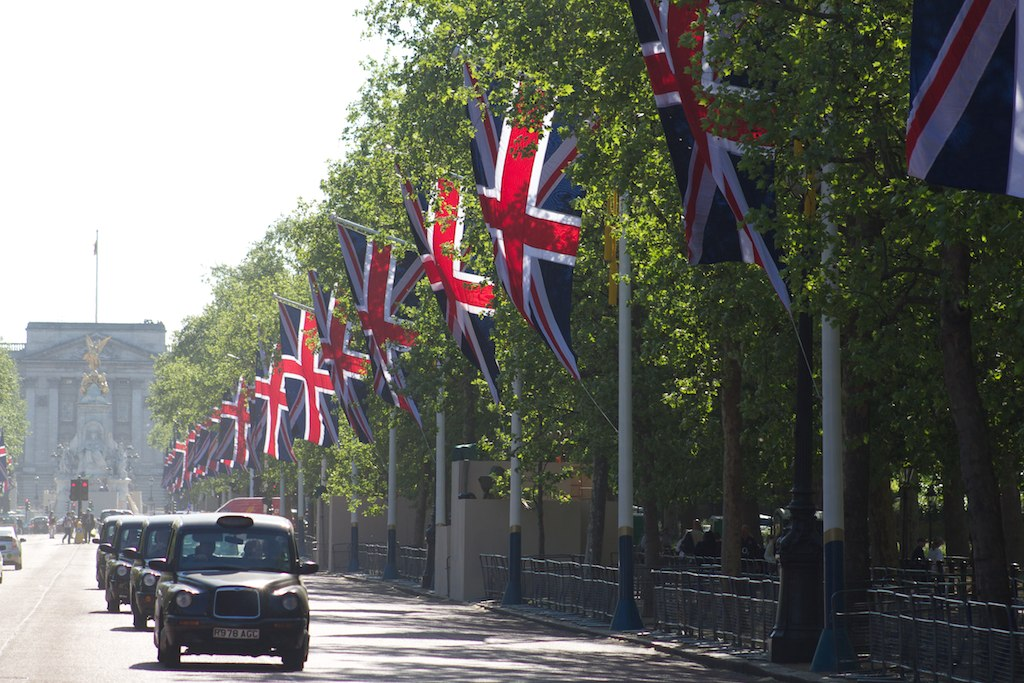
Die mit Union Jacks dekorierte Prachtstraße Mall, zwei Tage vor den Hochzeitsfeierlichkeiten.

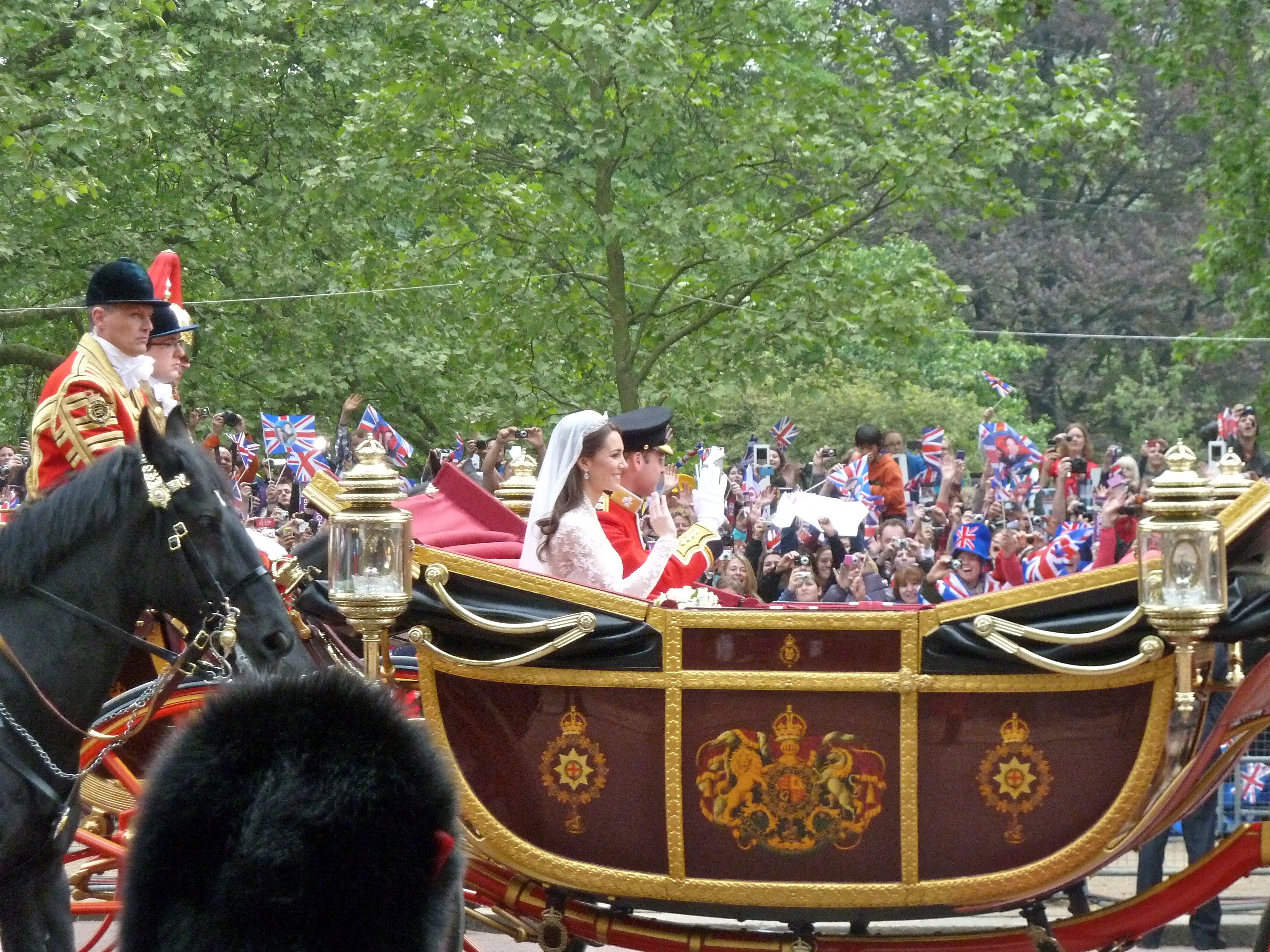
Das vermählte Paar in seiner Kutsche auf dem Weg zum Buckingham Palace

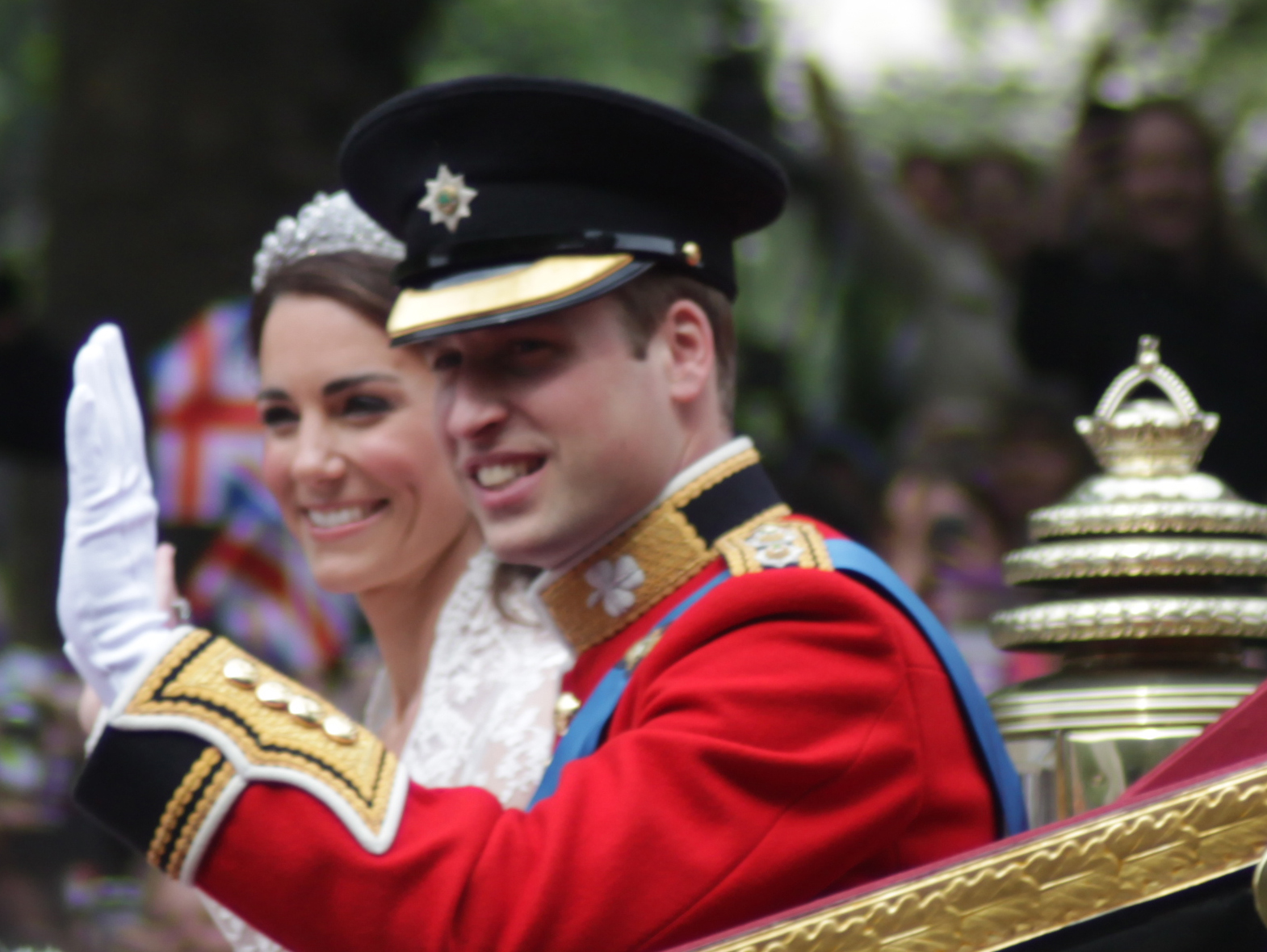
Das Brautpaar winkt den Zuschauern auf dem Weg zum Buckingham Palace

- Zwischen 8:15 Uhr und 9:45 Uhr: Die geladenen Gäste werden durch die Nordtür in die Westminster Abbey eingelassen. Alle nachfolgend genannten Gäste betreten das Gebäude durch das Westtor.
- Ab 9:50 Uhr: Generalgouverneure und Premierminister der Commonwealth Realms, das diplomatische Korps und andere vornehme Gäste betreten das Abteigebäude.
- 10:10 Uhr: Der Bräutigam und Prinz Harry verlassen Clarence House und fahren zur Westminster Abbey. Ankunft um 10:15 Uhr.
- 10:20 Uhr: Mitglieder der ausländischen königlichen Familien erreichen, von Buckingham Palace kommend, die Westminster Abbey.
- 10:20 Uhr: Die Mutter und der Bruder der Braut verlassen das Hotel Goring und begeben sich zur Westminster Abbey. Sie treffen um 10:27 Uhr ein.
- 10:25 Uhr: Verschiedene Mitglieder der königlichen Familie (außer den unten aufgeführten) verlassen den Buckingham Palace und fahren zur Westminster Abbey. Sie kommen an der Abtei um 10:30 Uhr an.
- 10:35 Uhr: Die folgenden Mitglieder der königlichen Familie verlassen den Buckingham Palace. Ankunft um 10:40 Uhr.
  - Die Princess Royal und Vizeadmiral Timothy Laurence
  - Der Duke of York
  - Princess Beatrice of York
  - Princess Eugenie of York
  - Der Earl und die Countess of Wessex
- 10:38 Uhr: Der Prince of Wales und die Duchess of Cornwall verlassen Clarence House. Ankunft um 10:42 Uhr.
- 10:40 Uhr: Die Königin und der Duke of Edinburgh verlassen Buckingham Palace zur Westminster Abbey. Ankunft um 10:45 Uhr.
- 10:48 Uhr: Die Brautjungfern und Pagen verlassen das Hotel Goring. Ankunft um 10:55 Uhr.
- 10:51 Uhr: Die Braut, begleitet von ihrem Vater Michael Middleton, verlässt das Hotel Goring.
- 10:55 Uhr: Prozession der Königin, des Duke of Edinburgh, des Prince of  Wales und der Duchess of Cornwall
  - Musik: Charles Hubert Hastings Parry: "The Birds"

### Beginn des Gottesdienstes
- 11:01 Uhr: Die Prozession der Braut

Musik: Hubert Parry: I Was Glad, eine Vertonung des Psalms 122. Es wurde auch bei der Hochzeit der Eltern des Bräutigams und bei jeder Krönung seit Edward VII. 1902 gespielt.
Musik: John Hughes (1873–1932), arrangiert von: James O’Donnell: Guide me, O thou great Redeemer nach William Williams (1717–1791)
- Begrüßung und Einführung durch den Dean of Westminster
- Trauung durch den Erzbischof von Canterbury
  - Die Braut gelobt dem Bräutigam abweichend vom üblichen Protokoll nicht, ihm zu gehorchen, sondern ihn zu lieben und zu ehren.[16]

Musik: William Penfro Rowlands, arrangiert von: James O’Donnell: Love divine, all loves excelling nach Charles Wesley (1707–1788)
- Lesung: Brief des Paulus an die Römer (Röm 12, 1–2 EU), (Röm 12, 9–18 EU) (Lektor: James Middleton)

Musik: John Rutter: This is the day which the Lord hath made, nach Psalm 118,24 , Psalm 148,1-3 , Psalm 148,5a , Psalm 91,4a , Psalm 91,11 , Psalm 121,5-8  und Psalm 27,16b , Auftragsarbeit zu diesem Anlass vom Kapitel und Dean of Westminster
- Predigt: Dr. Richard Chartres, Bischof von London und Dean der Chapel Royal

Musik: Paul Mealor (* 1975): Motette Ubi caritas et amor, nach 1 Joh 4 
- Gebete: Vorsänger, Dekan von Westminster und Erzbischof von Canterbury

Musik: Hubert Parry, arrangiert von Edward Elgar: Jerusalem nach William Blake
- Der Segen: Dean of Westminster

Musik: arrangiert von Gordon Jacob: God Save the Queen
- Das Brautpaar und die Zeugen begeben sich in die St. Edwards Kapelle zur Eintragung ins Trauregister.

Musik: Hubert Parry: Blest Pair of Sirens nach John Milton
- Auszug der Geistlichkeit
- Auszug des Brautpaares aus der St. Edwards Kapelle

Musik/Tusch: Duncan Stubbs: Valiant, Brave und Will.
- 12:15 Uhr: Auszug des Brautpaares und der Familie

Musik: William Walton: Crown Imperial Marsch
- Auszug der Königin

Musik: Charles-Marie Widor: Toccata aus der 5. Orgelsinfonie

### Ende des Gottesdienstes
- 12:30 Uhr: Die Prozession der Brautleute erreicht den Buckingham Palace.
- 12:40 Uhr: Andere Mitglieder der königlichen Familie und Mitglieder der ausländischen königlichen Familien erreichen den Buckingham Palace.
- Ab 12:40 Uhr: Die anderen Gäste erreichen den Buckingham Palace.
- 13:25 Uhr: Die Königin, die Braut und der Bräutigam erscheinen zusammen mit ihren Familien auf dem Balkon.
- 13:30 Uhr: Vorbeiflug von Einheiten der Royal Air Force und des Battle of Britain Memorial Flights.

### Nach dem Ende der Zeremonie
Das Ehepaar begab sich nicht nach der Hochzeit in die Flitterwochen, sondern auf die Insel Anglesey. Dort ist der Bräutigam als Hubschrauberpilot stationiert. Laut einer Pressemitteilung des Buckingham Palace war die Entscheidung unabhängig vom Tod Osama bin Ladens am frühen Morgen des 2. Mai 2011 (pakistanische Zeit) schon Wochen vor der Hochzeit gefallen.

## Kosten

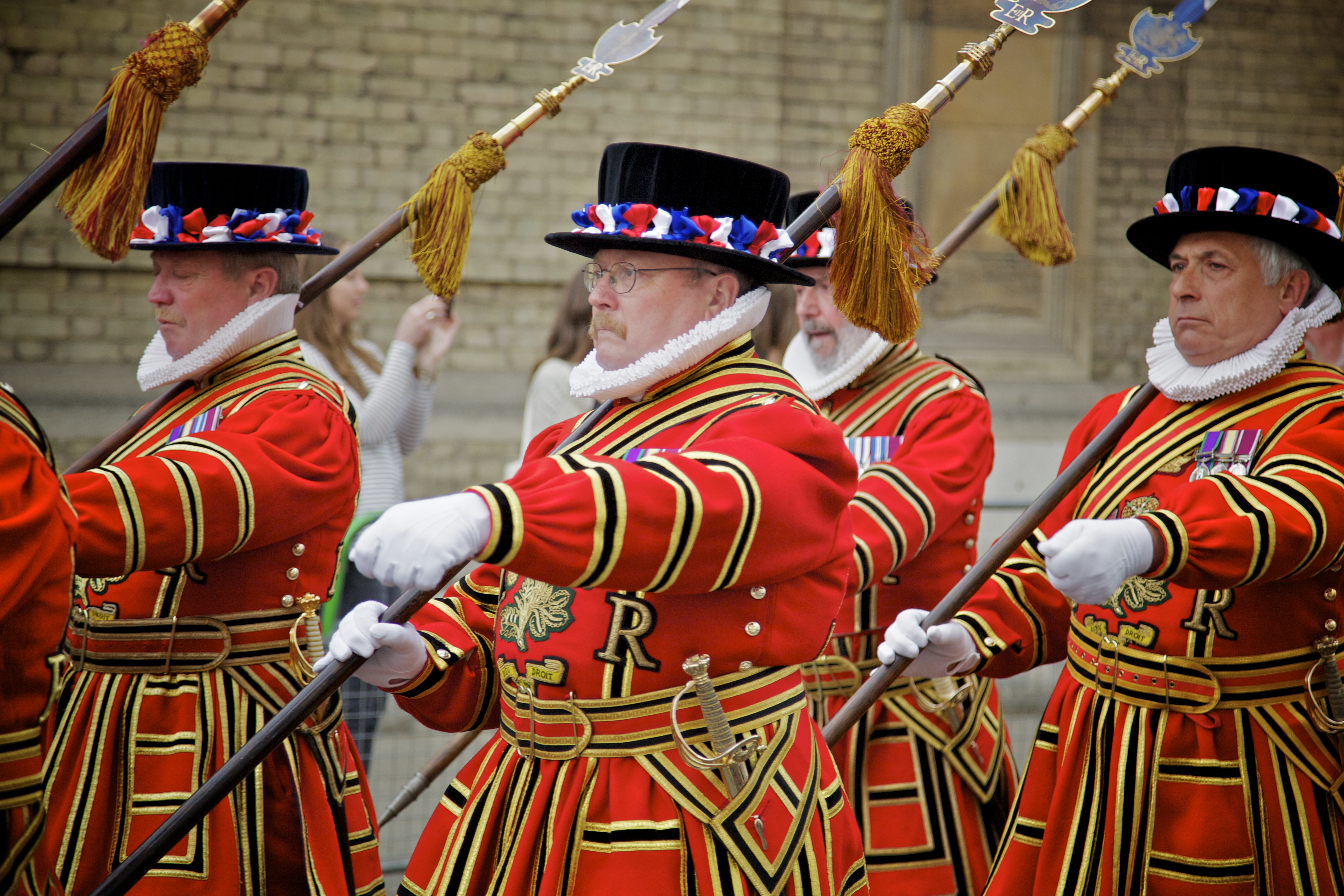
Leibwache: Die Yeomen of the Guard

Alleine für die Sicherheitsmaßnahmen wurden umgerechnet etwa 25 Mio. Euro aufgebracht, etwa 5.000 Polizisten waren im Einsatz. Die Kosten der eigentlichen Zeremonie werden vom Königshaus selbst übernommen. Die britische Regierung erklärte den 29. April zum Nationalfeiertag, was nach Angaben des Wirtschaftsministeriums zu Einbußen in Höhe von 2,9 Mrd. Pfund führen kann.
Der britische Unternehmerverband CBI rechnet mit Produktionsausfällen von bis zu sechs Milliarden Pfund. Kritiker wie die Anti-Monarchiebewegung Republic nannten dies ein fatales Signal in Zeiten brachialer Sparprogramme. Die Regierung hofft auf 730 Mio. Euro zusätzliche Einnahmen etwa durch Souvenirs und Tourismus. Laut einem Regierungsbeschluss darf VisitBritain 100 Mio. Pfund zusätzlich ausgeben, um mit der Trauung für den Tourismus zu werben. Die Hälfte dieser Summe zahlt das Ministerium für Kultur, Medien und Sport.
Prince William und Catherine Middleton haben für die Hochzeitspräsente einen speziellen Fonds bei der Prince William’s Foundation eingerichtet, einer gemeinsamen karitativen Stiftung des Prinzen William und seines Bruders Harry, welche Projekte für Jugendliche fördert.

## Berichterstattung
Zahlreiche Fernsehsender übertrugen die Trauung live. Insgesamt wurden bis zu 8.000 Journalisten zur Berichterstattung in London erwartet. Für Foto- und Kamerapositionen während der Hochzeit mussten bis zu 90.000 Pfund bezahlt werden.
In Deutschland sendeten die öffentlich-rechtlichen Fernsehsender Das Erste und ZDF von 9:00 Uhr bis 15:00 Uhr. Zwar haben ARD und ZDF 2007 vereinbart, sich bei der Übertragung royaler Feierlichkeiten abzuwechseln, doch bei Ereignissen der „A-Königshäuser“ in Großbritannien, Spanien, Schweden und der Niederlande übertragen beide Anstalten parallel. Die Produktionskosten sollen nach Angaben der Sendeanstalten nicht über denen ihres normalen Tagesprogramms liegen. ARD und ZDF übernahmen im Wesentlichen die Bilder der BBC. Ebenfalls live übertrugen RTL, das drei Stunden lang völlig auf Werbung verzichtete, und Sat.1 sowie die Nachrichtensender n-tv und N24.
In der Schweiz übertrugen SF 1 (deutsch), TSR 2 (französisch) und RSI LA 2 (italienisch), in Österreich ORF 2 die Trauung live.
Neben der Live-Übertragung auf YouTube haben zahlreiche andere Netzmedien die Hochzeit mit eigenen Angeboten verfolgt.

### Brautkleid
Die besondere Aufmerksamkeit insbesondere der Boulevardmedien galt dem Kleid der Braut. Monatelang wurde über die Wahl des Designers spekuliert. Catherine Middleton entschied sich letztlich für ein Modell von Alexander McQueen, das von der Chefdesignerin Sarah Burton entworfen wurde.
Die Spitze des Oberteils und des Rockes ist eine Handarbeit der Royal School of Needlework im Hampton Court Palace. Das Design der Spitzen wurde von Hand mit Hilfe der Carrickmacross-Klöppel-Technik angefertigt, eine Technik, welche in den 1820er Jahren in Irland entwickelt wurde. Die Blüten von Rose, Distel, Narzisse und Kleeblatt sind einzeln aus Spitzen geformt und auf den Seidentüll gestickt.

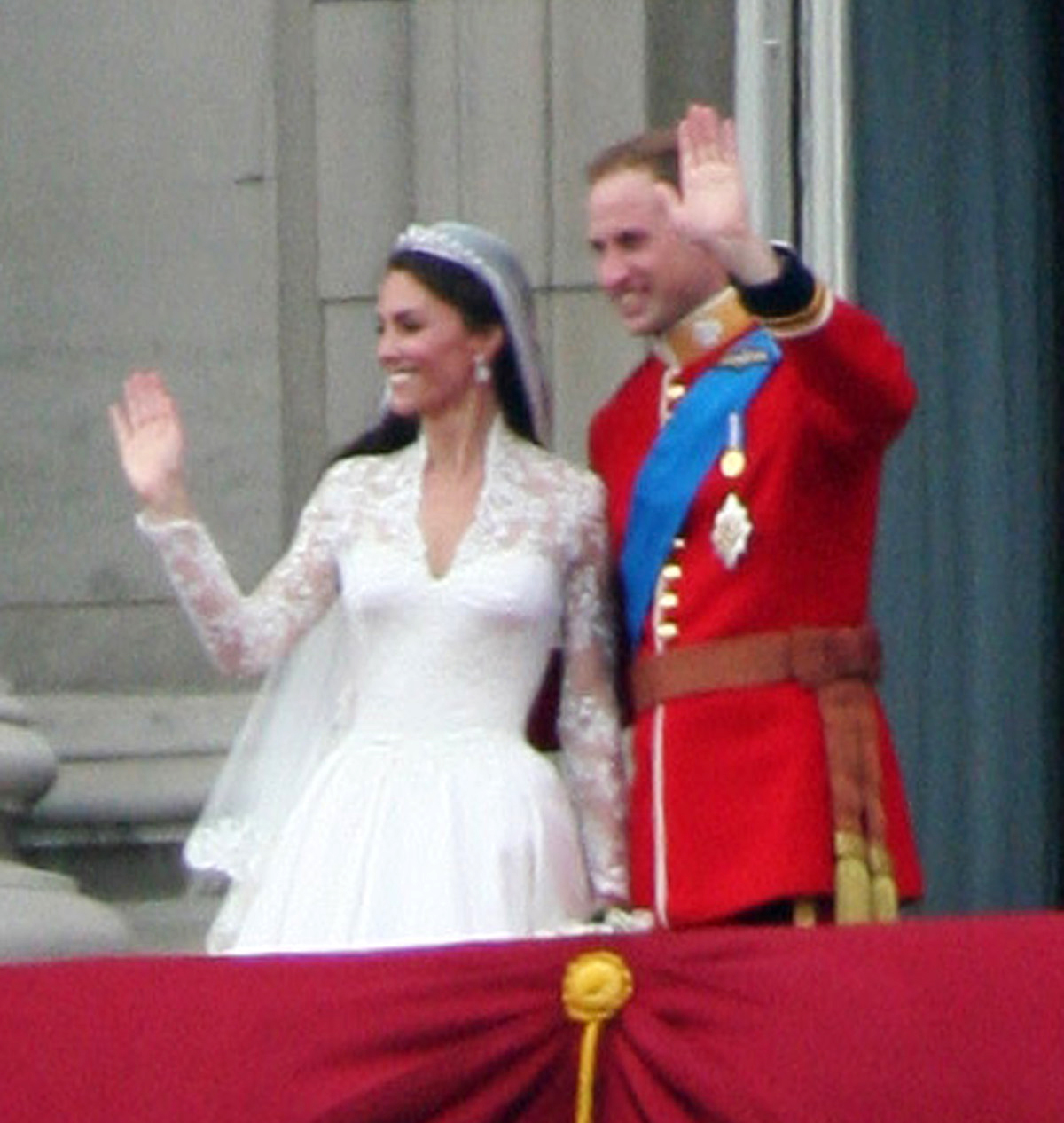
Das Brautpaar auf dem Balkon des Buckingham Palace

Das Kleid ist aus elfenbeinfarbener und weißer Satinseide gefertigt. Der Rocksaum verläuft in eine blumenförmige Öffnung, in Bögen und Falten. Die Schleppe ist 270 Zentimeter lang. Das Elfenbein-Satin-Mieder, welches an der Taille verengt und an den Hüften gepolstert wird, stützt sich auf die Tradition der viktorianischen Miederwaren und ist ein Markenzeichen von Alexander McQueen. Das Kleid wird auf der Rückseite mit 58 seiden- und organzabezogenen Knöpfen befestigt.
Der Schleier wird von dem Halo-Diadem gehalten, einer Leihgabe der Königin. Es wurde im Jahre 1936 von Cartier in London aus Platin angefertigt und mit 739 Brillanten und 149 Baguette-Diamanten in eine wellenartige Form in Blätter bzw. Palmettenform gearbeitet. Am 18. November 1936 wurde es vom damaligen Duke of York (den späteren König George VI.) für die Duchess (später Königin Elizabeth The Queen Mother), drei Wochen bevor er seinem Bruder als König nachfolgte, gekauft. Das Diadem wurde Prinzessin Elisabeth (Elisabeth II.) von ihrer Mutter anlässlich ihres 18. Geburtstags geschenkt.
Die Ohrringe der Braut stammen von Robinson Pelham und sind mit Diamanten besetzten stilisierten Eichenblättern, einer mit Diamanten gepflasterten Eichel in der Mitte und mit hängenden birnenförmigen Diamanten gearbeitet. Inspiriert wurde das Design vom neuen Wappen der Familie Middleton, das Eicheln und Eichenlaub beinhaltet. Die Ohrringe sind ein persönliches Geschenk von den Eltern der Braut.
Die Frisur wurde vom Londoner Starfriseur James Pryce, aus dem Unternehmen Richard Ward, im ‘Demi Chignon’ Look geschaffen.
Das Brautkleid von Kate Middleton wird häufig als moderne Version der Hochzeitskleider von Grace Kelly und Cinderella beschrieben.